# Loxostege xuthusalis
Loxostege xuthusalis là một loài bướm đêm trong họ Crambidae.